# دانشگاه پکتیکا
دانشگاه پکتیکا (به لاتین: Paktika University) یک دانشگاه با بودجه دولتی در افغانستان است که در ولایت پکتیکا واقع شده‌است. این یکی از دانشگاه‌های جنوب افغانستان است که در سال ۲۰۱۲ تاسیس شد و اولین رئیس دانشگاه محمد شفا تسل بود.
دانشگاه پکتیکا در رشته‌های آموزش و پرورش و کشاورزی تدریس کرده و فارغ‌التحصیل می‌دهد و بیش از ۲۰۰۰ دانش‌آموز دارد. این دانشگاه هر ساله حدود ۵۰۰ دانشجو را از طریق آزمون ورودی مستقیماً تحت کنترل وزارت تحصیلات عالی افغانستان ثبت‌نام می‌کند.

## بررسی اجمالی
دانشگاه پکتیکا در سال ۲۰۱۲ بر اساس سیاست انکشافی ملی دولت در بخش معارف در چارچوب وزارت تحصیلات عالی تأسیس گردید. در ابتدا فقط یک دانشکده آموزش و پرورش داشت. پس از آن دانشکده کشاورزی در سال ۲۰۱۳ تأسیس شد.

## دانشکده آموزش و پرورش
دانشکده آموزش و پرورش اولین دانشکده در دانشگاه پکتیکا بود. دانشکده آموزش و پرورش یک برنامه آموزشی چهار ساله ارائه می‌دهد. این دانشکده حدود ۱۵۰۰ دانشجو دارد و هر ساله در آن حدود ۴۰۰ دانشجو ثبت‌نام می‌کنند.
این دانشکده دارای هفت بخش است:
بخش زبان و ادبیات انگلیسی
بخش شیمی
بخش ریاضی
بخش فیزیک
بخش زیست‌شناسی
بخش زبان و ادبیات پشتو
بخش معارف اسلامی

## دانشکده کشاورزی
دانشکده کشاورزی دومین دانشکده پکتیکا است. این دانشکده یک برنامه آموزشی چهار ساله ارائه می‌دهد. این دانشکده حدود ۵۰۰ دانشجو دارد و هر ساله حدود ۲۰۰ دانشجو ثبت‌نام می‌کند.
این دانشکده دارای دو بخش آموزشی است:
بخش باغبانی
بخش علوم دامی